# Dampiera diversifolia
Dampiera diversifolia är en tvåhjärtbladig växtart som beskrevs av De Vriese. Dampiera diversifolia ingår i släktet Dampiera, och familjen Goodeniaceae. Inga underarter finns listade i Catalogue of Life.